# Starkiller
Starkiller (született: Galen Marek néven), illetve The Apprentice (Tanítvány) Csillagok háborúja-szereplő a Star Wars: The Force Unleashed videójátékban és a kapcsolódó irodalmi művekben, a Star Wars: Legendák univerzum része.
Szökevény jedi apjával Darth Vader végzett, majd elrabolta, felnevelte és tanítványává fogadta a különleges képességekkel rendelkező fiút, akit Vader saját, pusztító céljaira használ fel. Nevét Luke Skywalker eredeti neve ("Luke Starkiller") után kapta. Eredeti hangját és megjelenését Sam Witwer kölcsönözte, a szinkronszínész később Darth Maul hangja is volt a Star Wars: A klónok háborúja és a  Star Wars: Lázadók című animációs sorozatokban, továbbá a Solo: Egy Star Wars-történet című élőszereplős filmben.

## Fordítás
- Ez a szócikk részben vagy egészben  a   Starkiller című angol Wikipédia-szócikk fordításán alapul.  Az eredeti cikk szerkesztőit annak laptörténete sorolja fel. Ez a jelzés csupán a megfogalmazás eredetét és a szerzői jogokat jelzi, nem szolgál a cikkben szereplő információk forrásmegjelöléseként.